# خولیو رودولفو گارسیا
خولیو رودولفو گارسیا (اسپانیایی: Julio Rodolfo García‎؛ زادهٔ ۲۳ نوامبر ۱۹۴۵) بازیکن فوتبال اهل گواتمالا بود.
وی همچنین در تیم ملی فوتبال گواتمالا بازی کرده‌است.